# Вігарано-Майнарда
Вігарано-Майнарда, Віґарано-Майнарда (італ. Vigarano Mainarda) — муніципалітет в Італії, у регіоні Емілія-Романья,  провінція Феррара.
Вігарано-Майнарда розташоване на відстані близько 340 км на північ від Рима, 45 км на північ від Болоньї, 11 км на захід від Феррари.
Населення — 7699 осіб (2014).
Щорічний фестиваль відбувається 13 червня (Vigarano Mainarda), 29 червня (Vigarano Pieve). Покровитель — святий Антоній (Віганаро-Майнарда), святі Петро і Павло (Vigarano Pieve).

## Демографія
Населення за роками:

Станом на 1 січня 2023 року в муніципалітеті офіційно проживали 482 іноземці з 49 країн, серед них 121 громадянин країн Євросоюзу та 45 громадян України.

## Уродженці
- Паоло Мацца (*1901 — †1981) — відомий у минулому італійський футболіст, згодом — футбольний тренер.

## Сусідні муніципалітети
- Бондено
- Феррара
- Мірабелло
- Поджо-Ренатіко